# Onagro persa
O onagro (Equus hemionus onager) (do grego antigo óναγρος: asno selvagem), chamado às vezes de asno-selvagem-asiático, é uma subespécie de jumento selvagem da família dos equídeos, nativa dos desertos da Síria, Irã, Paquistão, Índia, Israel, e Tibete. Sua distribuição geográfica atual está significantemente reduzida, em função da caça predatória e da degradação das áreas que compunham seu habitat natural.
Os onagros são uma subespécie dos hemíonos.
Os onagros são um pouco maiores que os asnos, mas algo mais semelhantes aos cavalos, apesar de terem pernas mais curtas do que estes últimos. A coloração de sua pelagem varia de acordo com a estação, desde o marrom-avermelhado no verão até o marrom-amarelado no inverno. Apresentam ainda uma faixa preta de bordas brancas que se estende longitudinalmente a partir das orelhas até o seu dorso.
Os onagros, como as zebras são notoriamente indomáveis, embora aparentemente tenham sido usados como animais de tração na antiga Mesopotâmia.